# お絵描き・創作板
お絵描き・創作板（おえかき・そうさくいた）は、PINKちゃんねるに設置されている掲示板のカテゴリーの1つ。正式名称は「お絵描き・創作＠bbspink掲示板」である。

## 概要
成人向けを含めた「掲示板参加者が描くイラストや漫画、音楽、およびゲーム作成など」がテーマとなっている。主にイラスト関係のスレッドが多い。お題に沿ったものやイラストの勉強、線画を提供し色を塗ってもらうもの、中にはペーパークラフト作成、など様々である。中には、専用のアップローダーや画像掲示板を置いたものもある。
似たようなジャンルの掲示板である同人ノウハウ板のアンチ利用者から、スレッドを荒らされることも少なくない。

## 歴史
- 2008年1月28日 - サーバ移転(set.bbspink.com)[1]

## ローカルルール
概ねPINKちゃんねるの一般的なルールを具体化するための補足であるが、それに加えて創作への参加の呼びかけと、創作者に配慮した感想投稿・アドバイスを行う旨（特に「批評目的スレッド」以外での感想の範疇を越えた技術指導は遠慮すべきこと）の注意が書かれている